# Fonmon Castle
Fonmon Castle är ett slott i Storbritannien.   Det ligger i kommunen Vale of Glamorgan och riksdelen Wales, i den södra delen av landet, 230 km väster om huvudstaden London. Fonmon Castle ligger 35 meter över havet.
Terrängen runt Fonmon Castle är platt. Havet är nära Fonmon Castle söderut.  Närmaste större samhälle är Cardiff, 15,7 km nordost om Fonmon Castle. 